# Бакино (Орловская область)
Бакино — деревня в Орловской области России. 
В рамках административно-территориального устройства входит в Большекуликовский сельсовет Орловского района, в рамках организации местного самоуправления — в Орловский муниципальный округ.

## География
Расположена в 16 км к юго-востоку от города Орёл.

## Население
| 2010 |
| ---- |
| 14   |

Согласно результатам переписи 2002 года, в национальной структуре населения русские составляли 90 % от жителей.

## История
Основана между 1577 и 1600 гг. Основатели Бакин и Шманев являлись «Городовыми» казаками, указом Ивана Васильевича Грозного призванными с Дона на передовую пограничную линию для отражения нападений крымских татар на город-крепость Орёл.
С 2004 до 2021 гг. в рамках организации местного самоуправления деревня входила в Большекуликовское сельское поселение, упразднённое вместе с преобразованием муниципального района со всеми другими поселениями путём их объединения в Орловский муниципальный округ.